# Larrea divaricata
Larrea divaricata är en pockenholtsväxtart som beskrevs av Antonio José Cavanilles. Larrea divaricata ingår i släktet Larrea och familjen pockenholtsväxter. Inga underarter finns listade i Catalogue of Life.